# Cendiuna planipennis
Cendiuna planipennis là một loài bọ cánh cứng trong họ Cerambycidae.